# Karl Martin
Johann Karl Ludwig Martin, född 24 november 1851 i Jever, död 14 november 1942 i Leiden, var en tysk-nederländsk paleontolog. 
Martin blev 1877 professor i geologi och mineralogi vid universitetet i Leiden samt 1878 föreståndare för geologiska museet där. Han lämnade under årslånga resor i nederländska Västindien, på Moluckerna, Java och andra delar av den indonesiska övärlden många och värdefulla bidrag till dessa trakters utdöda djurvärld.